# 2りんかんイエローハット
株式会社2りんかんイエローハットは、埼玉県和光市に本社を置くオートバイ用品チェーン店である「2りんかん」の運営を行っている企業である。2018年までは「株式会社ドライバースタンド」であった。58店舗の直営店と1店舗のフランチャイズ店で構成されている。バイクの買取・販売はグループ会社の「株式会社バイク館イエローハット」を中心に展開しており、2りんかんとバイク館が併設されている箇所もある。

## 沿革
以下の沿革は、特記の無い限り会社概要による。
- 1978年11月 - 株式会社ドライバースタンド設立。四輪と二輪用品の販売を開始
- 1986年 - 開発本部設置
- 1997年 - 二輪用品の単独店舗である「2りんかん」開始
- 2005年 - 楽天webショップ開店
- 2007年 - 二輪の新業態として「ライダーズスタンド」開始
- 2009年 - 2りんかんWebショップ開店。
- 2011年6月 - マレーシアに2りんかんの海外FC1号店である「メトロプリマ店」開店[5]。
- 2012年4月 - 親会社である株式会社大西から株式会社イエローハットに売却され子会社となる[6]。
- 2012年10月 - 二輪の専門業態となる。
- 2018年4月1日 - 社名を「株式会社2りんかんイエローハット」に変更[7]。併せて本部を埼玉県和光市へ移転。